# جوش شيهان
جوش شيهان (بالإنجليزية: Josh Sheehan)‏ (30 مارس 1995 في المملكة المتحدة - ) هو لاعب كرة قدم بريطاني في مركز الوسط. شارك مع منتخب ويلز تحت 19 سنة لكرة القدم ومنتخب ويلز تحت 21 سنة لكرة القدم. أما مع النوادي، فقد لعب مع سوانزي سيتي ويوفل تاون.

## وصلات خارجية
- جوش شيهان على موقع الاتحاد الدولي (مؤرشف)  (الإنجليزية)
- جوش شيهان على موقع الاتحاد الأوربي (الإنجليزية)
- جوش شيهان على موقع قاعدة بيانات كرة القدم.إي يو (الإنجليزية)
- جوش شيهان على موقع ناشيونال فوتبول تيمز (الإنجليزية)
- جوش شيهان على موقع Soccerbase.com (لاعب) (الإنجليزية)
- جوش شيهان على موقع Soccerway.com (الإنجليزية)
- جوش شيهان على موقع AS.com (الإسبانية)